# نورت هرلی (نیومکزیکو)
نورت هرلی (به انگلیسی: North Hurley) یک منطقهٔ مسکونی در ایالات متحده آمریکا است که در نیومکزیکو واقع شده‌است. نورت هرلی ۳۰۰ نفر جمعیت دارد و ۱٬۷۳۷٫۰۸ متر بالاتر از سطح دریا واقع شده‌است.